# Jean-Claude Bahu
Jean-Claude Bahu, né le 23 janvier 1941 à Paris (Seine) et mort le 21 juin 2022 à Lyon, est un homme politique français.

## Détail des fonctions et des mandats
Mandat parlementaire
- 28 mars 1993 - 21 avril 1997 : Député de la 11e circonscription du Rhône